# Lisovići
Lisovići är en ort i Bosnien och Hercegovina.   Den ligger i entiteten Federationen Bosnien och Hercegovina, i den centrala delen av landet, 90 km norr om huvudstaden Sarajevo. Lisovići ligger 333 meter över havet och antalet invånare är 838.
Terrängen runt Lisovići är kuperad åt nordost, men åt sydväst är den platt.Runt Lisovići är det ganska tätbefolkat, med 93 invånare per kvadratkilometer.. Närmaste större samhälle är Tuzla, 13,1 km sydost om Lisovići. 
Omgivningarna runt Lisovići är en mosaik av jordbruksmark och naturlig växtlighet.